# Liste der Naturdenkmale in Dörzbach
| Naturdenkmale | Anzahl |
| ------------- | ------ |
| FND           | 9      |
| END           | 11     |
| Gesamt        | 20     |

Die Liste der Naturdenkmale in Dörzbach nennt die verordneten Naturdenkmale (ND) der im baden-württembergischen Hohenlohekreis liegenden Gemeinde Dörzbach. In Dörzbach gibt es insgesamt 20 als Naturdenkmal geschützte Objekte, davon 9 flächenhafte Naturdenkmale (FND) und 11 Einzelgebilde-Naturdenkmale (END).
Stand: 31. Oktober 2016.

## Flächenhafte Naturdenkmale (FND)
| Name                     | Bild | Kennung     | Einzelheiten | Position | Fläche Hektar | Datum         |
| ------------------------ | ---- | ----------- | ------------ | -------- | ------------- | ------------- |
| Altwasser an der Jagst   | BW   | 81260200004 | Dörzbach     | ⊙        | 1,2           | 21. Mai 1969  |
| Büchelesbrunnen          | BW   | 81260200011 | Dörzbach     | ⊙        | 0,2           | 5. Sep. 1974  |
| Feuchtstelle             | BW   | 81260200013 | Dörzbach     | ⊙        | 0,0           | 22. Apr. 1980 |
| Orchideenstandort        | BW   | 81260200006 | Dörzbach     | ⊙        | 0,2           | 5. Sep. 1974  |
| Pflanzenstandort         | BW   | 81260200016 | Dörzbach     | ⊙        | 0,7           | 22. Apr. 1980 |
| Weiher mit Ufergehölz    | BW   | 81260200010 | Dörzbach     | ⊙        | 0,2           | 5. Sep. 1974  |
| 1 Hecke                  | BW   | 81260200018 | Dörzbach     | ⊙        | 0,3           | 25. Mai 1992  |
| 1 Hecke                  | BW   | 81260200019 | Dörzbach     | ⊙        | 0,2           | 25. Mai 1992  |
| 1 Hecke                  | BW   | 81260200020 | Dörzbach     | ⊙        | 0,2           | 25. Mai 1992  |
| Legende für Naturdenkmal |      |             |              |          |               |               |

## Einzelgebilde (END)
| Name                     | Bild | Kennung     | Einzelheiten | Position | Fläche Hektar | Datum         |
| ------------------------ | ---- | ----------- | ------------ | -------- | ------------- | ------------- |
| Baumgarten               | BW   | 81260200008 | Dörzbach     | ⊙        | 0,0           | 21. Mai 1969  |
| Eichengruppe             | BW   | 81260200007 | Dörzbach     | ⊙        | 0,0           | 3. Jan. 1961  |
| 1 Alteiche               | BW   | 81260200005 | Dörzbach     | ⊙        | 0,0           | 5. Sep. 1974  |
| 1 Eiche                  | BW   | 81260200001 | Dörzbach     | ⊙        | 0,0           | 3. Jan. 1961  |
| 1 Eiche                  | BW   | 81260200009 | Dörzbach     | ⊙        | 0,0           | 5. Sep. 1974  |
| 1 Linde                  | BW   | 81260200012 | Dörzbach     | ⊙        | 0,0           | 21. Mai 1969  |
| 1 Mostbirnbaum           | BW   | 81260200017 | Dörzbach     | ⊙        | 0,0           | 21. Jan. 1982 |
| 1 Sommerlinde            | BW   | 81260200015 | Dörzbach     | ⊙        | 0,0           | 22. Apr. 1980 |
| 1 Winterlinde            | BW   | 81260200002 | Dörzbach     | ⊙        | 0,0           | 21. Mai 1969  |
| 2 Linden                 | BW   | 81260200014 | Dörzbach     | ⊙        | 0,0           | 22. Apr. 1980 |
| 3 Linden                 | BW   | 81260200003 | Dörzbach     | ⊙        | 0,0           | 21. Mai 1969  |
| Legende für Naturdenkmal |      |             |              |          |               |               |